# Phymatodes ater
Phymatodes ater är en skalbaggsart som beskrevs av Leconte 1884. Phymatodes ater ingår i släktet Phymatodes och familjen långhorningar. Inga underarter finns listade i Catalogue of Life.